# Fachanwalt für Strafrecht
Bei dem Titel eines Fachanwalts für Strafrecht handelt es sich um eine Fachanwaltsbezeichnung des deutschen Berufsrechts der Rechtsanwälte.
Die Bezeichnung Fachanwalt für Strafrecht wurde durch die 1. Satzungsversammlung der Bundesrechtsanwaltskammer auf ihrer 1. Sitzung vom 7. bis zum 9. September 1995 eingeführt.

## Rechtsgebiete der Ausbildung
Inhaltlich wird der Titel durch die in § 13 der Fachanwaltsordnung (FAO) genannten Rechtsgebiete, bezüglich derer der den Fachanwaltstitel führende Rechtsanwalt besondere Kenntnisse nachweisen muss, definiert. Es sind dies 
- 1. die Methodik und Recht der Strafverteidigung und Grundzüge der maßgeblichen Hilfswissenschaften (§ 13 Nr. 1 FAO),
- 2. das materielle Strafrecht einschließlich Jugend-, Betäubungsmittel-, Verkehrs-, Wirtschafts- und Steuerstrafrecht (§ 13 Nr. 2 FAO),
- 3. das Strafverfahrensrecht einschließlich Jugendstraf- und Ordnungswidrigkeitenverfahren sowie Strafvollstreckungs- und Strafvollzugsrecht (§ 13 Nr. 3 FAO).

Weiter erforderlich ist zum Erwerb des Titels eines Fachanwalts für Strafrecht, wie bei allen Fachanwaltstiteln, der Nachweis besonderer praktischer Erfahrungen. Hier fordert § 5 S. 1 lit. f FAO den Nachweis von 60 durch den Bewerber bearbeiteter Fälle, innerhalb derer die Teilnahme an mindestens 40 Hauptverhandlungstagen vor dem Schöffengericht oder einem übergeordneten Gericht gegeben gewesen sein muss.
Die Tätigkeit im Verkehrsstrafrecht und Verkehrsordnungswidrigkeitenrecht überschneidet sich mit dem Tätigkeitsbereich der Fachanwälte für Verkehrsrecht. Im Steuerstrafrecht sind auch die Fachanwälte für Steuerrecht tätig.

## Statistik
Zum 1. Januar 2024 sind 3.994 Fachanwälte für Strafrecht in Deutschland zugelassen.